# Ernst A. Schmidt
Ernst August Schmidt (* 26. September 1937 in Pielburg, Kreis Neustettin) ist ein deutscher Altphilologe.

## Leben
Ernst A. Schmidt ist der Sohn des evangelischen Pastors Joachim Schmidt und seiner Ehefrau Gertrud, geborene Allwohn. Seine Familie floh nach dem Zweiten Weltkrieg 1946 nach Büdingen, wo Schmidt von 1947 bis 1957 das Realgymnasium besuchte. Nach Ableistung des Wehrdienstes begann er 1958 ein Studium der Klassischen Philologie an den Universitäten Tübingen, München und Heidelberg. Nach dem Staatsexamen 1963 wurde er 1964 mit einem Kommentar zum pseudoaristotelischen Werk Über die Tugend promoviert.
Von 1964 bis 1969 war Schmidt wissenschaftlicher Assistent am Seminar für Klassische Philologie in Heidelberg. Im akademischen Jahr 1966/1967 hielt er sich als Stipendiat des British Council in Cambridge auf. 1969 erreichte er mit der Schrift Poetische Reflexion. Vergils Bukolik in Heidelberg seine Habilitation und wurde 1970 zum Universitätsdozenten ernannt. Von 1970 bis 1971 vertrat er den Heidelberger Gräzistik-Lehrstuhl für Franz Dirlmeier, anschließend ging er bis 1972 als Andrew Mellon Postdoctoral Research Fellow nach Pittsburgh. Nach seiner Rückkehr wurde er 1973 zum außerplanmäßigen Professor ernannt. Von 1975 bis 1998 war er hauptverantwortlicher Herausgeber der Zeitschrift Antike und Abendland, danach Mitherausgeber.
Nach einer Gastprofessur in Wien (1977/1978) lehnte er einen Ruf dieser Universität zum ordentlichen Professor ab und nahm stattdessen den gleichzeitig ergangenen Ruf der Universität Tübingen an (als Nachfolger seines akademischen Lehrers Ernst Zinn). Von 1979 an war er hier Professor der Klassischen Philologie. 1982 wurde er ordentliches Mitglied der Heidelberger Akademie der Wissenschaften, von 1987 bis 1989 war er Erster Vorsitzender der Mommsen-Gesellschaft, von 1989 bis 1990 drei Semester lang Gastdozent an den Departments of Classics und of Comparative Literature der Brown University. 1995 wurde er korrespondierendes Mitglied der Österreichischen Akademie der Wissenschaften, seit 1996 ist er Mitglied im Comité Scientifique der Fondation Hardt in Vandœuvres. Nach einer Gastprofessur an der Universität Graz (2001) trat Schmidt zum 1. Oktober 2002 in den Ruhestand. Im Wintersemester 2002/2003 war er Gastprofessor in Wien, vom Sommersemester 2004 bis zum Sommersemester 2005 Gastprofessor und partieller Lehrstuhlvertreter an der Universität Zürich.
Schmidt ist seit 1967 verheiratet und hat drei Kinder.

## Schriften (Auswahl)
- Poetische Reflexion. Vergils Bukolik. Fink, München 1972 (Habilitation Universität Heidelberg).

- Zur Chronologie des Eklogen Vergils. Winter, Heidelberg 1974, ISBN 3-533-2381-8.

- Catull. Winter, Heidelberg 1983, ISBN 3-533-03432-1.

- Zeit und Geschichte bei Augustin. Winter, Heidelberg 1985, ISBN 3-533-03693-6.

- Bukolische Leidenschaft oder Über antike Hirtenpoesie (= Studien zur klassischen Philologie. Bd. 22). Lang, Frankfurt am Main 1987, ISBN 3-8204-8319-5.

- Notwehrdichtung. Moderne Jambik von Chénier bis Borchardt. Mit einer Skizze zur antiken Jambik. Fink, München 1990, ISBN 3-7705-2590-6.

- Ovids poetische Menschenwelt. Die Metamorphosen als Metapher und Symphonie. Winter, Heidelberg 1991, ISBN 3-533-04378-9.

- Sabinum. Horaz und sein Landgut im Licenzatal (= Schriften der Philosophisch-Historischen Klasse der Heidelberger Akademie der Wissenschaften. Bd. 1). Winter, Heidelberg 1997, ISBN 3-8253-0383-7.

- Musen in Rom. Deutung von Welt und Geschichte in großen Texten der römischen Literatur. Attempto-Verlag, Tübingen 2001, ISBN 3-89308-337-5.

- Zeit und Form. Dichtungen des Horaz (= Schriften der Philosophisch-Historischen Klasse der Heidelberger Akademie der Wissenschaften. Bd. 15). Winter, Heidelberg 2001, ISBN 3-8253-1228-3.

- Augusteische Literatur. System in Bewegung (= Schriften der Philosophisch-Historischen Klasse der Heidelberger Akademie der Wissenschaften. Bd. 28). Winter, Heidelberg 2003, ISBN 3-8253-1408-1.

- Rudolf Borchardts Antike (= Schriften der Philosophisch-Historischen Klasse der Heidelberger Akademie der Wissenschaften. Bd. 38). Winter, Heidelberg 2006, ISBN 3-8253-5251-X.

- Clinamen. Eine Studie zum dynamischen Atomismus der Antike (= Schriften der Philosophisch-Historischen Klasse der Heidelberger Akademie der Wissenschaften. Bd. 42). Winter, Heidelberg 2007, ISBN 978-3-8253-5397-1.

- mit Manfred Ullmann: Aristoteles in Fes. Zum Wert der arabischen Überlieferung der "Nikomachischen Ethik" für die Kritik des griechischen Textes (= Schriften der Philosophisch-Historischen Klasse der Heidelberger Akademie der Wissenschaften. Bd. 49). Winter, Heidelberg 2012, ISBN 978-3-8253-6014-6.
- Platons Zeittheorie.  Kosmos, Seele, Zahl und Ewigkeit im Timaios (= Philosophische Abhandlungen. Bd. 105). Klostermann, Frankfurt am Main 2012, ISBN 978-3-465-03730-9.

- Das süssbittre Tier. Liebe in Dichtung und Philosophie der Antike (= Das Abendland, N.F. Bd. 40). Klostermann, Frankfurt am Main 2016, ISBN 978-3-465-03948-8.

- Ethica hermeneutica. Fragen an antike Literatur nach ihrem Beitrag zum guten Leben und zum moralischen Verständnis des Menschen (= Rombach-Wissenschaften. Reihe Paradeigmata. Bd. 52). Rombach, Freiburg/Br. 2019, ISBN 978-3-7930-9944-4.
- Kreis und Gerade. Moderne Konstruktionen der griechischen Antike als Gegenbildentwürfe (= Schriften der Philosophisch-Historischen Klasse der Heidelberger Akademie der Wissenschaften. Bd. 59). Winter, Heidelberg 2019, ISBN 978-3-8253-4618-8.
- Lateinische Philologie als hermeneutische Textwissenschaft (= Heidelberger akademische Bibliothek. Bd. 1). Kröner, Stuttgart 2019, ISBN 978-3-520-90000-5.

- Das Leere. Eine Untersuchung der Theorien in Antike und Früher Neuzeit. Klostermann, Frankfurt am Main 2021, ISBN 978-3-465-02821-5.
- Jetzt. Grundlegung einer anthropologischen Theorie historischer Zeit. Klostermann, Frankfurt am Main, ISBN 978-3-465-00275-8.